# Katarzyna Potyrała
Katarzyna Potyrała – polska pedagożka, doktor habilitowana nauk humanistycznych w zakresie pedagogiki, prorektor Uniwersytetu Pedagogicznego im. Komisji Edukacji Narodowej w Krakowie.

## Życiorys
Katarzyna Potyrała ukończyła w 1987 Wyższą Szkołę Pedagogiczną im. Komisji Edukacji Narodowej w Krakowie. W 2002 doktoryzowała się tamże z nauk biologicznych, dyscyplina biologia, specjalność dydaktyka, na podstawie pracy Problemy dydaktycznej transformacji treści z genetyki na poziomie gimnazjalnym (promotor: Wiesław Stawiński).
Pełniła liczne funkcje na uczelni. W latach 2016–2020 prorektor ds. studenckih UP w Krakowie. W latach 2014–2016 prodziekan Wydziału Pedagogicznego ds. Nauki i Współpracy Zagranicznej UP.
Członkini Komitetu Nauk Pedagogicznych Polskiej Akademii Nauk, oddział w Krakowie. Od 2008 ekspertka MEN ds. podręczników szkolnych. W latach 2008–2011 członkini Polskiej Komisji Akredytacyjnej, a od 2012 ekspertka PKA.
Autorka ponad 150 publikacji naukowych dotyczących przede wszystkim wpływu ICT na kompetencje użytkowników nowych mediów, przemian społecznych i kulturowych w kontekstach edukacyjnych, dydaktycznej transformacji treści kształcenia, roli mediów w edukacji dla zrównoważonego rozwoju oraz anglojęzycznej monografii na temat wpływu kompetencji metapoznawczych na uczenie się z wykorzystaniem ICT.
Wypromowała czworo doktorów. Redaktor naczelna Annales Universitatis Paedagogicae Cracoviensis Studia ad Didacticam Biologiae.